# Annick De Decker
Annick De Decker (17 de abril de 1975) es una deportista belga que compitió en remo. Ganó una medalla de plata en el Campeonato Europeo de Remo de 2008, en la prueba de scull individual.

## Palmarés internacional
| Campeonato Europeo | Campeonato Europeo | Campeonato Europeo | Campeonato Europeo |
| Año                | Lugar              | Medalla            | Prueba             |
| ------------------ | ------------------ | ------------------ | ------------------ |
| 2008               | Maratón (Grecia)   | Medalla de plata   | Scull individual   |